# Granada Lions 2018
Questa voce raccoglie le informazioni riguardanti i Granada Lions nelle competizioni ufficiali della stagione 2018.

## Maschile

### LNFA Serie A 2018

#### Stagione regolare
| Coslada 14 gennaio 2018, ore 12:00 | Camioneros de Coslada | 38 – 0 referto | Granada Lions | Polideportivo Valleaguado |

| Maracena 20 gennaio 2018, ore 16:30 | Granada Lions | 0 – 22 referto | Valencia Giants | Ciudad Deportiva |

| Murcia 10 febbraio 2018, ore 17:00 | Murcia Cobras | 48 – 8 referto | Granada Lions | Estadio José Barnés |

| Maracena 17 febbraio 2018, ore 16:30 | Granada Lions | 28 – 14 referto | Alicante Sharks | Ciudad Deportiva |

| Maracena 3 marzo 2018, ore 16:30 | Granada Lions | 0 – 44 referto | Camioneros de Coslada | Ciudad Deportiva |

| Catarroja 11 marzo 2018, ore 12:00 | Valencia Giants | 14 – 6 referto | Granada Lions | Polideportivo Municipal |

| Maracena 7 aprile 2018, ore 16:30 | Granada Lions | 0 – 50 referto | Murcia Cobras | Ciudad Deportiva |

| Alicante 15 aprile 2018, ore 11:00 | Alicante Sharks | 8 – 0 referto | Granada Lions | Estadio Municipal de Atletismo |

#### Playoff
| Maracena 28 aprile 2018, ore 16:30 | Granada Lions | 10 – 53 referto | Valencia Firebats | Ciudad Deportiva |

### Statistiche di squadra
| Competizione      | %Vittorie | In casa | In casa | In casa | In casa | In casa | In casa | In trasferta | In trasferta | In trasferta | In trasferta | In trasferta | In trasferta | Totale | Totale | Totale | Totale | Totale | Totale |
| Competizione      | %Vittorie | G       | V       | N       | P       | Pf      | Ps      | G            | V            | N            | P            | Pf           | Ps           | G      | V      | N      | P      | Pf     | Ps     |
| ----------------- | --------- | ------- | ------- | ------- | ------- | ------- | ------- | ------------ | ------------ | ------------ | ------------ | ------------ | ------------ | ------ | ------ | ------ | ------ | ------ | ------ |
| Stagione regolare | .125      | 4       | 1       | 0       | 3       | 28      | 130     | 4            | 0            | 0            | 4            | 14           | 108          | 8      | 1      | 0      | 7      | 42     | 238    |
| Playoff           | .000      | 1       | 0       | 0       | 1       | 10      | 53      | 0            | 0            | 0            | 0            | 0            | 0            | 1      | 0      | 0      | 1      | 10     | 53     |
| Totale            | .111      | 5       | 1       | 0       | 4       | 38      | 183     | 4            | 0            | 0            | 4            | 14           | 108          | 9      | 1      | 0      | 8      | 52     | 291    |

## Femminile

### LVFA Femenina 2017-2018

#### Stagione regolare
| Maracena 21 gennaio 2018, ore 12:00 | Granada Lions | 6 – 38 | Las Rozas Black Demons |  |

| Maracena 25 febbraio 2018, ore 12:00 | Granada Lions | 14 – 55 | Alicante Sharks |  |

| Alicante 15 aprile 2018, ore 16:00 | Alicante Sharks | 14 – 0 | Granada Lions |  |

| Maracena 22 aprile 2018, ore 12:00 | Granada Lions | 25 – 34 | Valencia Firebats |  |

| Barberà del Vallès 6 maggio 2018, ore 16:00 | Barberá Rookies B | 44 – 24 | Granada Lions |  |

| Las Rozas de Madrid 13 maggio 2018, ore 12:00 | Las Rozas Black Demons | 31 – 0 | Granada Lions |  |

### Statistiche di squadra
| Competizione      | %Vittorie | In casa | In casa | In casa | In casa | In casa | In casa | In trasferta | In trasferta | In trasferta | In trasferta | In trasferta | In trasferta | Totale | Totale | Totale | Totale | Totale | Totale |
| Competizione      | %Vittorie | G       | V       | N       | P       | Pf      | Ps      | G            | V            | N            | P            | Pf           | Ps           | G      | V      | N      | P      | Pf     | Ps     |
| ----------------- | --------- | ------- | ------- | ------- | ------- | ------- | ------- | ------------ | ------------ | ------------ | ------------ | ------------ | ------------ | ------ | ------ | ------ | ------ | ------ | ------ |
| Stagione regolare | .000      | 3       | 0       | 0       | 3       | 45      | 127     | 3            | 0            | 0            | 3            | 24           | 89           | 6      | 0      | 0      | 6      | 69     | 216    |
| Totale            | .000      | 3       | 0       | 0       | 3       | 45      | 127     | 3            | 0            | 0            | 3            | 24           | 89           | 6      | 0      | 0      | 6      | 69     | 216    |